# Васил Манолев
Васил Манолев е български революционер, деец на Вътрешната македоно-одринска революционна организация и на Вътрешната македонска революционна организация (обединена).

## Биография
Васил Манолев е роден в неврокопското село Белотинци, тогава в Османската империя, днес в Гърция. Присъединява се към ВМОРО и е в лагера на санданистите. След като Егейска Македония попада в Гърция след Междусъюзническата война, през лятото и есента на 1914 година действа като войвода в родния си край. Заловен от властите, успява да избяга в България.
Установява се в Солун, където е свръзка на водача на санданистите Тодор Паница. Контактува с войводата на сръбска служба Никола Дерменджиев. Получава пари от Белград.
На 2 февруари 1926 година Яне Богатинов и Васил Манолев подписват декларация, с която остатъците от Сярската група се вливат във ВМРО (обединена). Двамата заявяват, че приемат всички идейни принципи от устава и декларациите на организацията и отхвърлят подозренията, че са във връза с федералистите около „Македонско съзнание“ и Кочо Хаджириндов и Коста Терзиев, откровени сръбски оръдия. Като се придържат към решенията на Учредителната конференция на ВМРО (обединена), серчани официално упълномощават като свой представител в Централния комитет Димитър Арнаудов. Разболява се от туберкулоза и се лекува във Виенска болница.